# Hoćemo gusle
Hoćemo gusle drugi je studijski album crnogorsko-srpskog glazbenika Ramba Amadeusa objavljen 1989. godine.
Skladba "Amerika i Engleska (biće zemlja proleterska)" prvotno se trebala zvati "Kataklizma komunizma" ali moćnici to nisu dopustili. Naslov albuma ismijava prosvjede antibirokratske revolucije u Crnoj Gori koji su na vlast doveli Mila Đukanovića, Momira Bulatovića i Svetozara Marovića. Čulo se kako su prosvjednici skandirali "Hoćemo Ruse", ali kada su ih vlasti i mediji pod kontrolom države kritizirali zbog toga, mnogi su se brzo počeli povlačiti tvrdeći da su oni zapravo skandirali "Hoćemo gusle".
Ostale pjesme poput "Glupi hit" i gore spomenute "Balkan boj" također će postati značajni hitovi, a Rambo je čak dobio solidno priznanje kritike za šanse koje je iskoristio u "Samit u buregdžinici Laibach". Na toj traci stvorio je zarazni hibrid miješajući pretenciozno teški zvuk Laibacha s poezijom Laze Kostića i Desanke Maksimović, kao i s folk kafanskim standardom "Čaše lomim" i vlastitom turbo-poezijom. Omot albuma navodi tekst pjesme koja zapravo nije snimljena i objašnjava da je "odbačena u zadnji trenutak jer nije bilo mjesta za nju", ali daje jamstva da će se pojaviti na sljedećem albumu. Budući da je pjesma o kojoj je riječ, nazvana "Pegepe ertebe", imala za cilj pucati na Rambovu diskografsku kuću PGP RTB, ne čudi što se nije pojavila na sljedećem, a ni na bilo kojem sljedećem albumu.

## Sastav
- Prateći vokal — Sanja Čičanović
- Bas — Dejan Škopelja
- Bubnjevi — Relja Obrenović
- Gitara (Hm šum) — Predrag Guculj
- Gitara, vokal — Aleksandar Vasiljević, Rambo Amadeus
- Klavijature, sampler — Digital Mandrak
- Vokal (uzorak) — Rade Šerbedžija

## Nasljeđe
U 2015. godini naslovnica albuma Hoćemo gusle zauzela je 76. mjesto na listi 100 najvećih obrada albuma jugoslavenskog rocka koju objavljuje web magazin Balkanrock.

## Zanimljivosti
- 1990. godine TV Titograd (danas RTCG) je snimio mini-film za ovaj album.
- Gosti na ovom albumu su bili Bora Đorđević, Dino Dvornik itd.
- U pjesmi Balkan boj je opisano snimanje prijethodnog albuma:

I recitov'o ono moje - žene, volim žene 

Kad, prilazi mi neki visok, s bafama dilea  

## Vanjske poveznice
- Hoćemo gusle on Discogs
- Glazbeni dio na službenoj web stranici Ramba Amadeusa